# Hemiargus ceraunus
Hemiargus ceraunus is een vlinder uit de familie van de Lycaenidae. De wetenschappelijke naam van de soort is voor het eerst geldig gepubliceerd in 1793 door Johann Christian Fabricius.

## Synoniemen
- Hemiargus hanno watsoni Comstock & Huntington, 1943

## Ondersoorten
- Hemiargus ceraunus ceraunus
- Hemiargus ceraunus antibubastus Hübner, 1818
  - = Argus pseudoptiletes Boisduval & Le Conte, 1835
- Hemiargus ceraunus astenidas (Lucas, 1857)
  - = Lampides zachaeina Butler & Druce, 1872
  - = Hemiargus hanno Dyar, 1903
- Hemiargus ceraunus gyas (Edwards, 1871)
  - = Lycaena astragala Wright, 1905
  - = Lycaena florencia Clémence, 1914